# 笠岡市
笠岡市（日语：／ Kasaoka shi */?）是位於日本岡山縣西南端的城市，轄區包含笠岡群島等31個島嶼，為井笠地方的主要城市，但因為與廣島縣福山市相鄰，也屬於福山都市圏的一部分。市內大多為丘陵地，位於海岸線旁的平原多為江戶時代以後以围垦取得的土地，而位於南側海岸的神島地區原本是位於海上的島嶼，在围垦後才與笠岡市本土相連。
福山市與笠岡市在義務教育、消防工作和圖書館設備等多項公共事務上都有相互支援，也因為與福山市的地緣關係，過去曾有部分地區希望可以併入福山市，但因牽涉到跨縣的合併，最終受到強烈反彈而無疾而終。

## 歷史

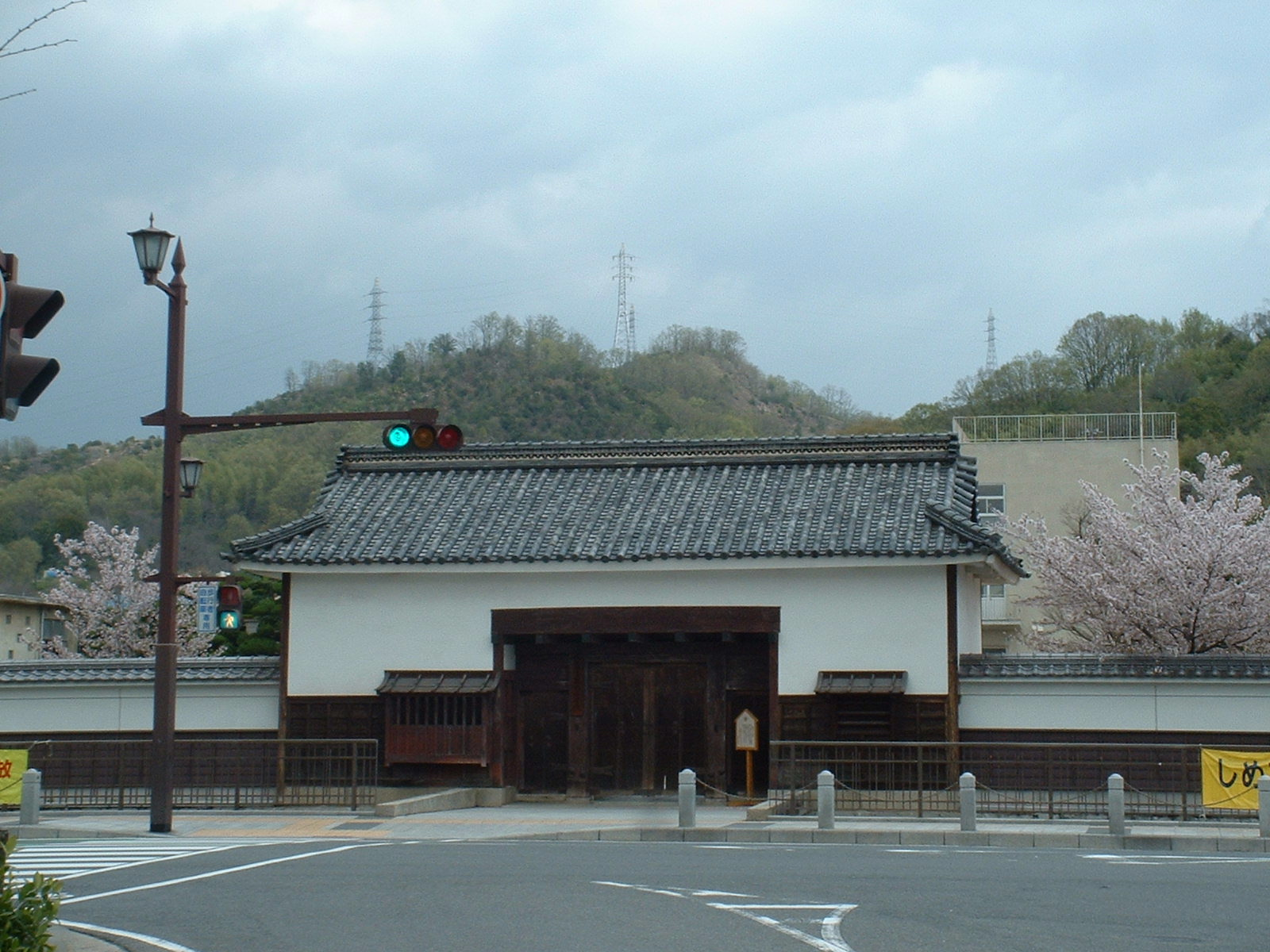
小田縣縣政府遺跡

由於笠岡為天然的良港，自古就是中國地方主要的物流集散地，戰國時代則先後成為陶山氏和村上氏的領地。
17世紀水野勝成成為備後福山藩領主，並在笠岡設置代官所，直到該世紀末水野氏無人繼承，領地被重新分配，部分領地成為幕府直屬的天領，並設置幕府代官所。
廢藩置縣後先後被併入福山縣、小田縣，並一度成為小田縣的縣政府所在地，但最後在1875年被併入岡山縣。

### 年表
- 1889年6月1日：實施町村制，現在的笠岡市轄區在當時分屬：小田郡笠岡村、金浦村、今井村、城見村、陶山村、大井村、吉田村、新山村、神島內村、神島外村、北木島村、真鍋島村、北川村。
- 1891年10月23日：笠岡村改制為笠岡町。
- 1901年2月6日：金浦村改制為金浦町。
- 1949年4月1日：白石島村從神島外村分出獨立設置。
- 1951年4月1日：今井村被併入笠岡町。
- 1952年4月1日：
  - 笠岡町和金浦町合併為笠岡市，合併時總人口30,223人、總面積23.8平方公里。[2]
  - 北木島村改制為北木島町。
- 1952年7月1日：神島外村改制為神島外町。
- 1953年10月1日：城見村、陶山村、大井村、吉田村、新山村、神島內村被併入笠岡市，合併後總人口49,582人、總面積75.8平方公里。
- 1955年4月1日：神島外町、北木島町、真鍋島村、白石島村和大島村的部分地區被併入笠岡市，合併後總人口70,691人、總面積108.3平方公里。
- 1960年4月1日：北川村被併入笠岡市，合併後總人口73,232人、總面積117.9平方公里。
- 1990年3月31日：圩田完成後，總面積增加為135.93平方公里。

### 變遷表
| 1889年6月1日 | 1889年 - 1926年           | 1926年 - 1954年           | 1926年 - 1954年           | 1955年 - 1989年         | 1989年 - 現在 | 現在   |
| ------------ | ------------------------- | ------------------------- | ------------------------- | ----------------------- | ------------- | ------ |
| 笠岡村       | 1891年10月23日 笠岡町     | 1891年10月23日 笠岡町     | 1952年4月1日 笠岡市       | 笠岡市                  | 笠岡市        | 笠岡市 |
| 今井村       | 今井村                    | 1951年4月1日 併入笠岡町   | 1952年4月1日 笠岡市       | 笠岡市                  | 笠岡市        | 笠岡市 |
| 金浦村       | 1901年2月6日 金浦町       | 1901年2月6日 金浦町       | 1952年4月1日 笠岡市       | 笠岡市                  | 笠岡市        | 笠岡市 |
| 城見村       | 城見村                    | 城見村                    | 1953年10月1日 併入笠岡市  | 笠岡市                  | 笠岡市        | 笠岡市 |
| 陶山村       |                           |                           | 1953年10月1日 併入笠岡市  | 笠岡市                  | 笠岡市        | 笠岡市 |
| 大井村       |                           |                           | 1953年10月1日 併入笠岡市  | 笠岡市                  | 笠岡市        | 笠岡市 |
| 吉田村       |                           |                           | 1953年10月1日 併入笠岡市  | 笠岡市                  | 笠岡市        | 笠岡市 |
| 新山村       |                           |                           | 1953年10月1日 併入笠岡市  | 笠岡市                  | 笠岡市        | 笠岡市 |
| 神島內村     |                           |                           | 1953年10月1日 併入笠岡市  | 笠岡市                  | 笠岡市        | 笠岡市 |
| 神島外村     | 神島外村                  | 神島外村                  | 1952年7月1日 神島外町     | 1955年4月1日 併入笠岡市 | 笠岡市        | 笠岡市 |
| 神島外村     | 神島外村                  | 1949年4月1日 白石島村     |                           | 1955年4月1日 併入笠岡市 | 笠岡市        | 笠岡市 |
| 北木島村     | 北木島村                  | 北木島村                  | 1952年4月1日 北木島町     | 1955年4月1日 併入笠岡市 | 笠岡市        | 笠岡市 |
| 真鍋島村     |                           |                           |                           | 1955年4月1日 併入笠岡市 | 笠岡市        | 笠岡市 |
| 西大島村     | 1905年4月1日 合併為大島村 | 1905年4月1日 合併為大島村 | 1905年4月1日 合併為大島村 | 1955年4月1日 併入笠岡市 | 笠岡市        | 笠岡市 |
| 北川村       | 北川村                    | 北川村                    | 北川村                    | 1960年4月1日 併入笠岡市 | 笠岡市        | 笠岡市 |

## 交通

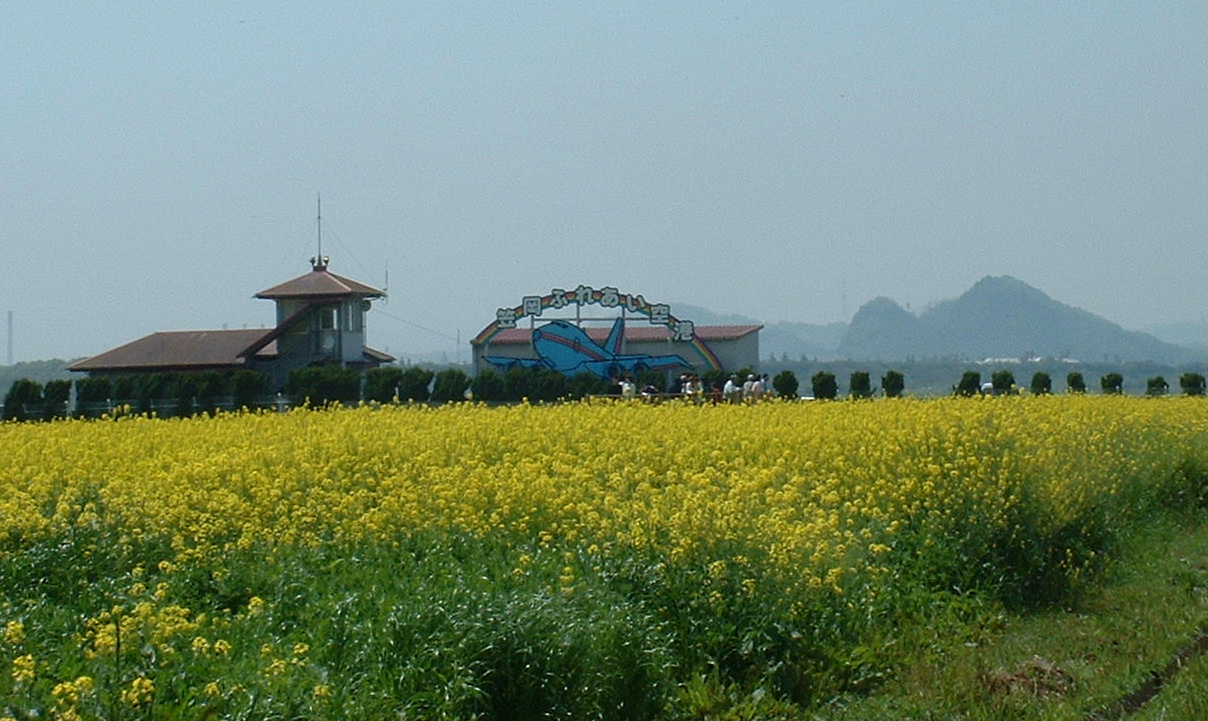
笠岡ふれあい空港

### 機場
- 笠岡友誼起降場

### 鐵路
- 西日本旅客鐵道
  - 山陽本線：（←淺口市） - 笠岡車站 - （福山市→）

轄區內過去曾有井笠鐵道本線、矢掛線、神邊線，但先後於1967年和1971年停駛。

### 道路
高速道路
- 山陽自動車道：笠岡交流道

### 渡輪
- 笠岡港
  - 有三洋汽船、豐浦汽船、六島航路多家公司經營往返笠岡群島（白石島、北木島、真鍋島）的航線。

## 觀光資源
- 笠岡諸島
- 井笠鐵道記念館
- 笠岡灣围垦地

## 教育
高等學校
- 岡山縣立笠岡工業高等學校
- 岡山縣立笠岡高等學校
- 岡山縣立笠岡商業高等學校
- 岡山龍谷高等學校

特殊學校
- 岡山縣立西備支援學校

## 姊妹、友好都市

### 日本
- 大田市（島根縣）

### 海外
| 国家     | 省/州    | 城市           | 说明                                   |
| -------- | -------- | -------------- | -------------------------------------- |
| 瑞典     | 卡尔马省 | 默尔比隆阿市镇 | 於1999年10月21日締結為福祉友好握手都市 |
| 马来西亚 | 吉兰丹   | 哥打峇鲁       | 於1999年10月21日締結為産業友好握手都市 |

## 笠岡市出身之名人
- 關藤藤陰：福山藩儒學者
- 木山捷平：小説家
- 小野竹喬：日本畫畫家
- 原彪：前眾議院議員
- 加藤六月：前眾議院議員
- 片山虎之助：政治家，曾任歴任參議院議員、郵政大臣、自治大臣、總務廳長官、總務大臣。
- 梅垣義明：演員
- 島田洋八：漫才師
- 吉岡平：小説家

## 外部連結
- （日語） 笠岡市觀光聯盟 （页面存档备份，存于）